# 福駅
福駅（ふくえき）は、大阪府大阪市西淀川区福町二丁目にある、阪神電気鉄道阪神なんば線の駅。駅番号はHS 48。阪神で唯一漢字一文字の駅である。

## 歴史
- 1924年（大正13年）1月20日：伝法線（西大阪線→阪神なんば線）大物駅 - 伝法駅間開通と同時に開業。
- 2009年（平成21年）3月：近鉄車両乗り入れに伴う改良工事（ホーム延伸、駅舎改築）。
- 2014年（平成26年）4月1日：駅ナンバリング導入。
- 2022年（令和4年）10月1日：仮上りホーム供用開始[2]。
- 2023年（令和5年）9月30日：仮下り線切り替え完了[3]。
- 2026年（令和8年）度：下りホームを高架に切り替える予定[2]。
- 2029年（令和11年）度：上りホームを高架に切り替える予定[2]。

## 駅構造
相対式ホーム2面2線を有する地上駅である。分岐器や絶対信号機を持たないため、停留所に分類される。駅舎（改札口）は両ホームの尼崎寄りに、ホーム毎に独立して設けられている。阪神電気鉄道の駅では唯一、双方のホームを結ぶ改札内の通路が存在しない。ホームの有効長は130mで、19m級の阪神車両6両編成と21m級の近畿日本鉄道車両6両編成に対応している。ホーム延伸時に駅舎が改築されたが、ホーム別改札であることには変わりがない。
トイレは各ホームにある。
自動改札機は、オムロン製が設置されている。
2022年秋以降、高架化工事に伴う仮駅に移行中となっている。

### のりば
| 番線 | 路線          | 方向 | 行先                               |
| ---- | ------------- | ---- | ---------------------------------- |
| 1    | ■阪神なんば線 | 上り | 西九条・ドーム前・難波・奈良方面   |
| 2    | ■阪神なんば線 | 下り | 尼崎・神戸（三宮）・明石・姫路方面 |

※実際には構内に上記ののりば番号表記はないが、スマートフォン向けアプリ「阪神アプリ」の行先表示機能では、上りホームが1番線、下りホームが2番線とされている。

※どちらのホームからも、日中は毎時6本の電車が発車する。普通電車の他に準急・区間準急の設定もあるが、全列車鶴橋以西各駅に停車する。 

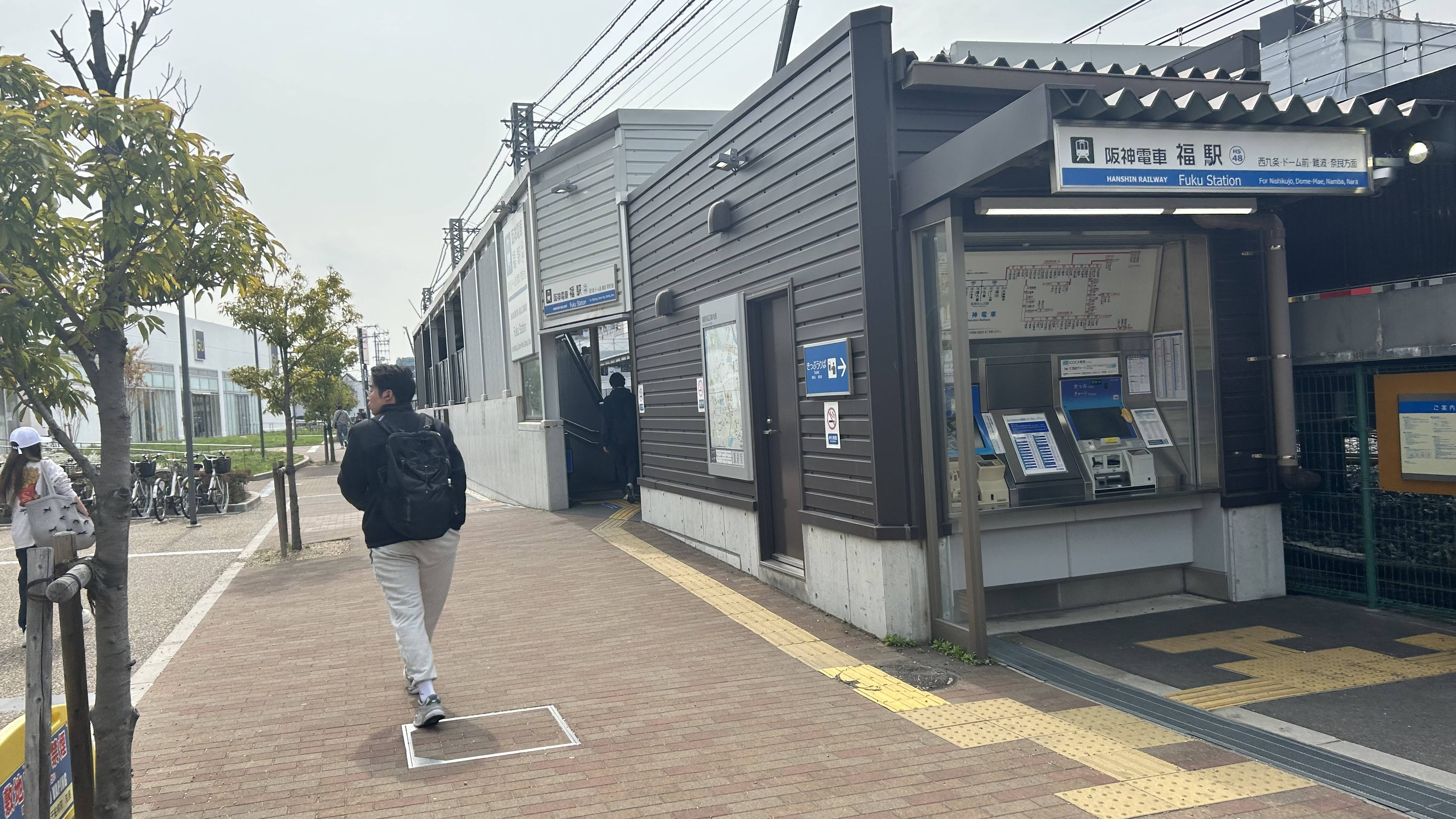
上り（難波方面）出入口
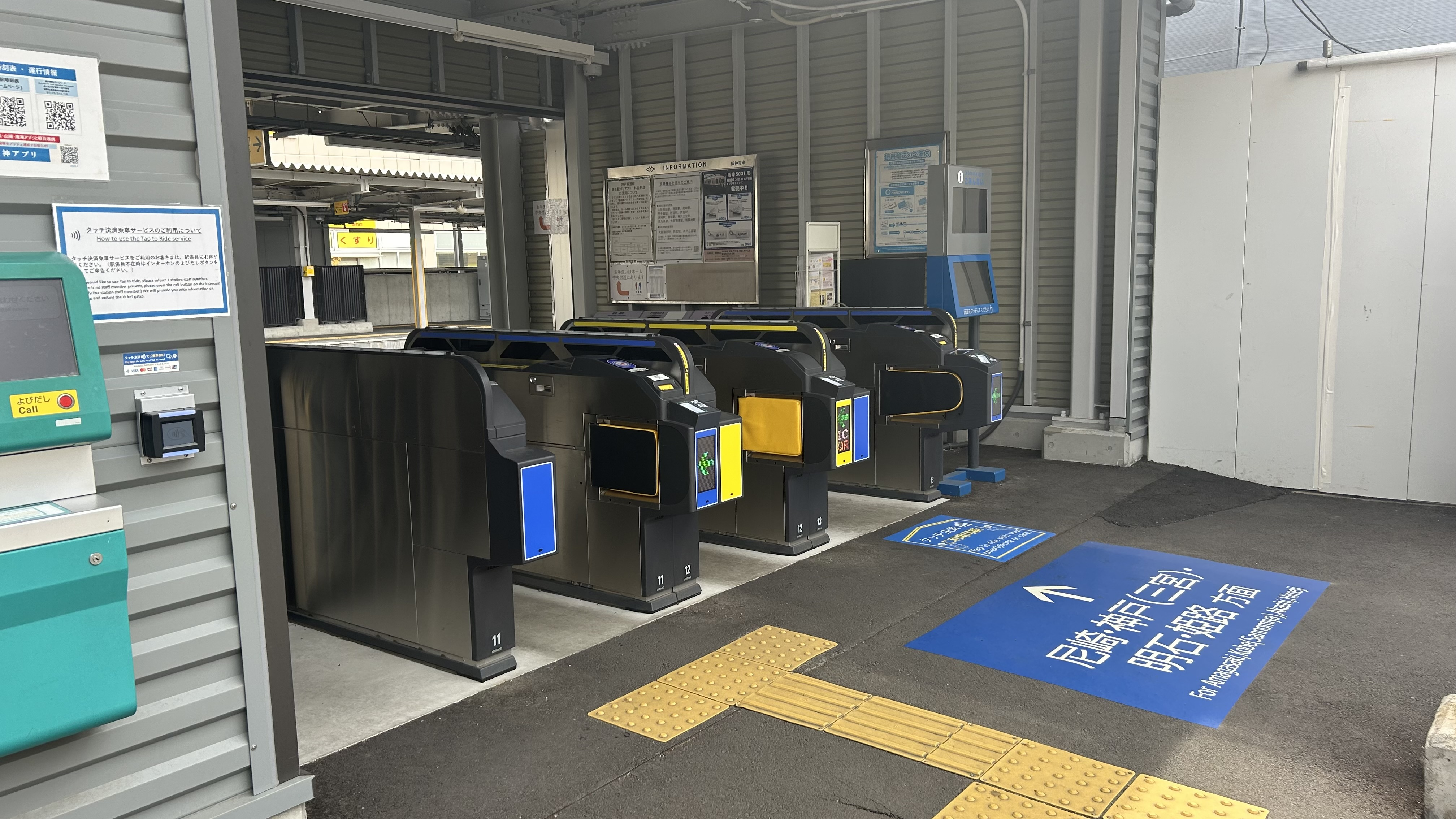
下り改札口
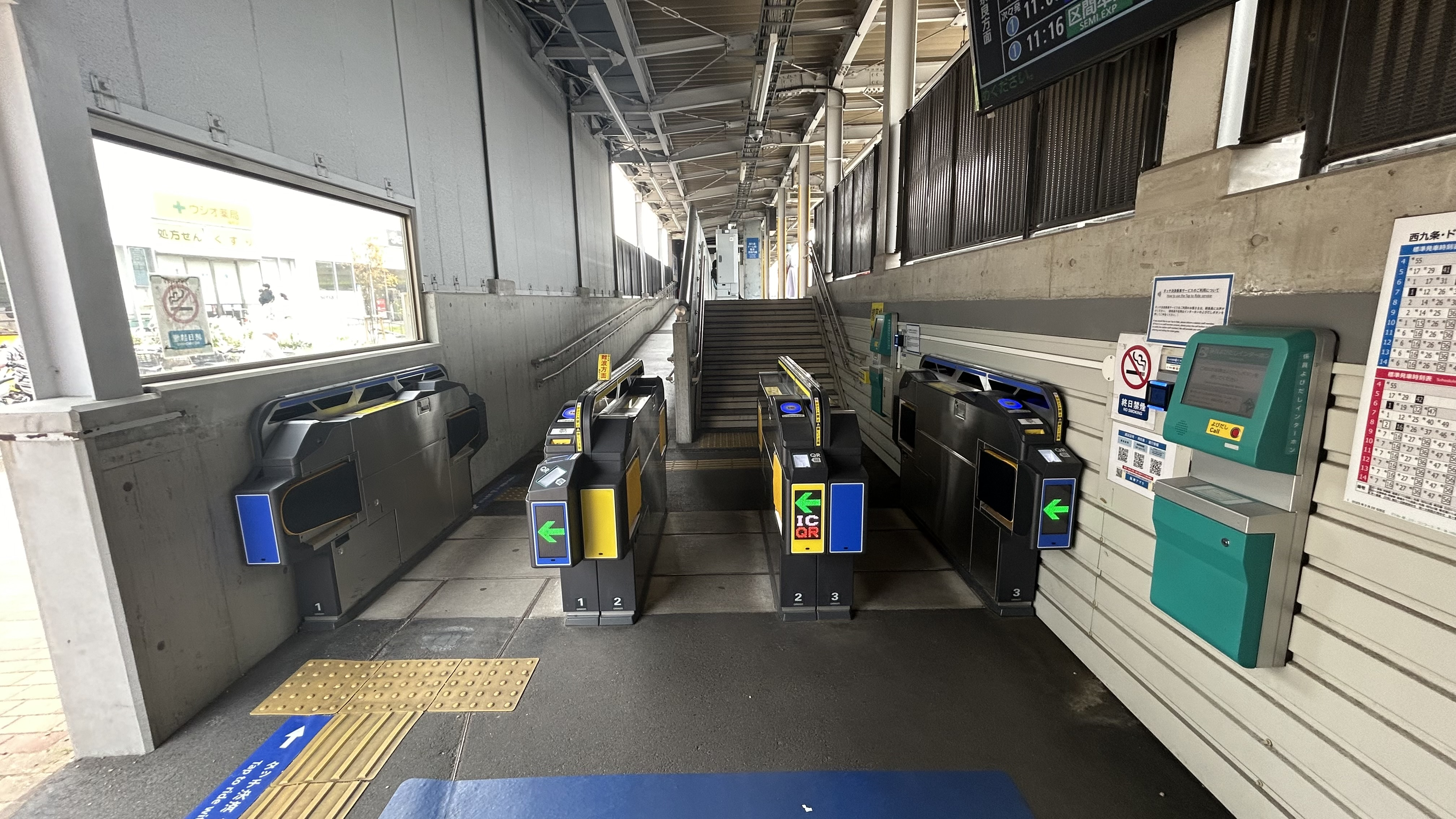
上り改札口
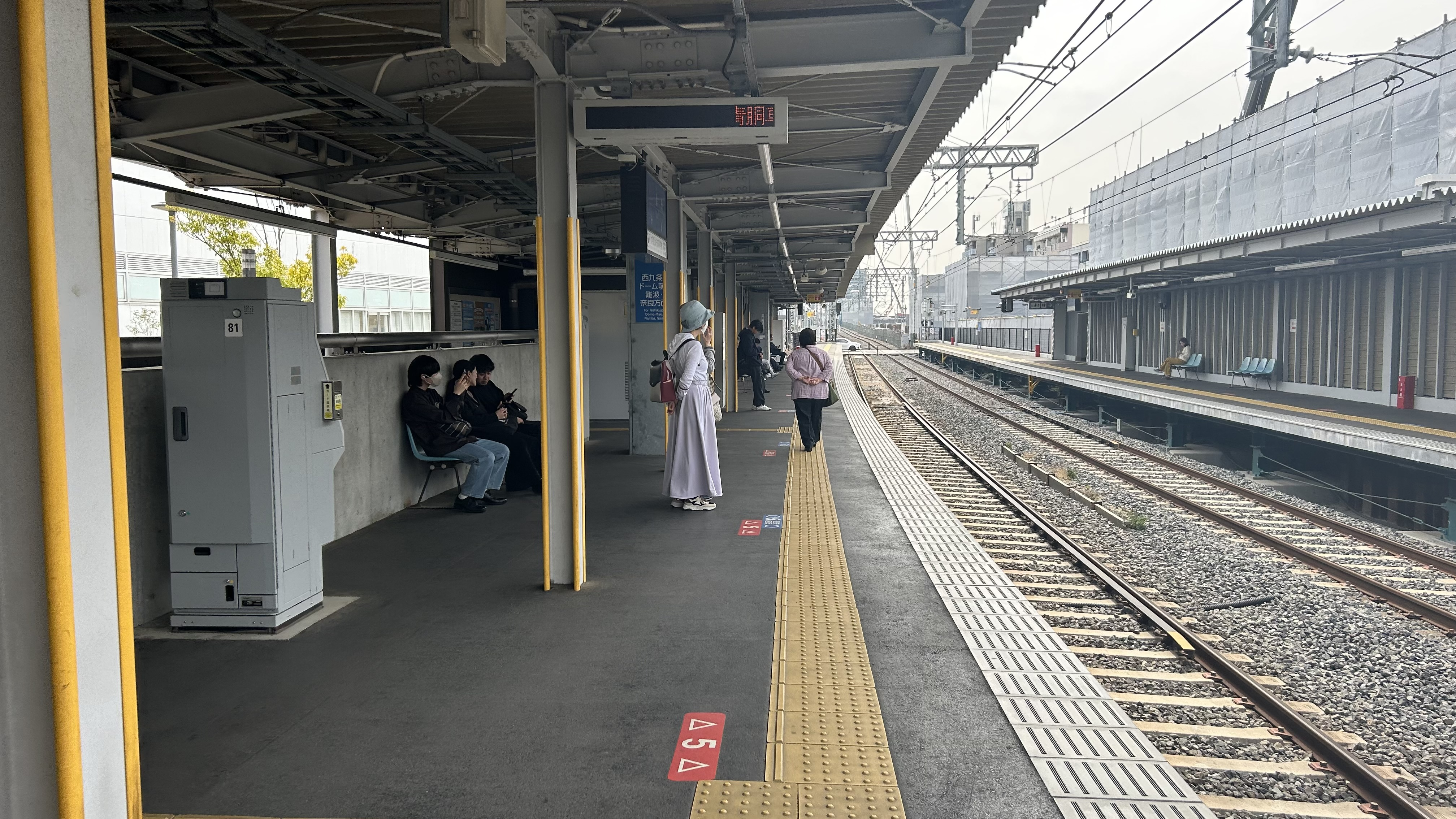
難波方面ホーム
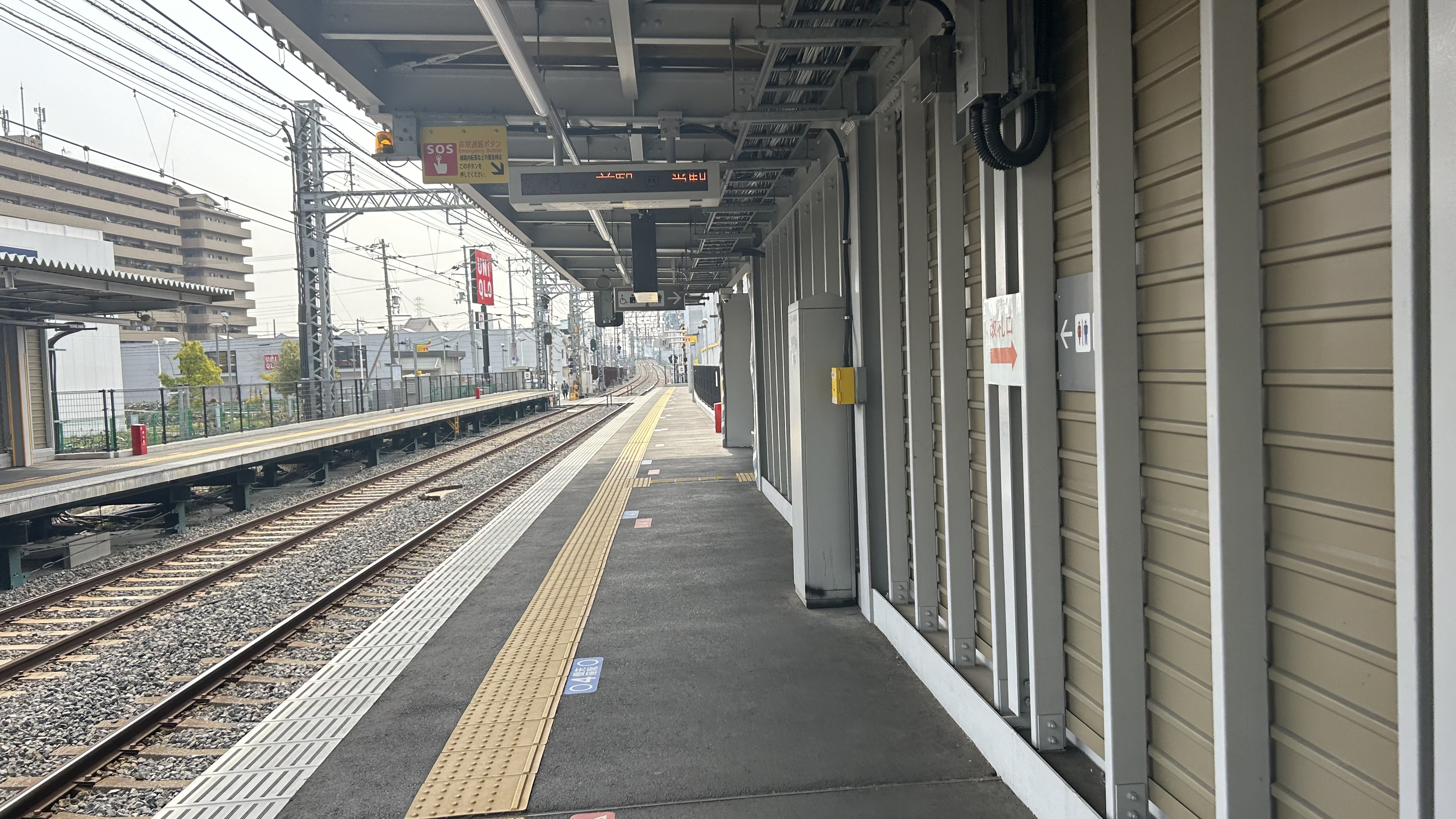
尼崎方面ホーム
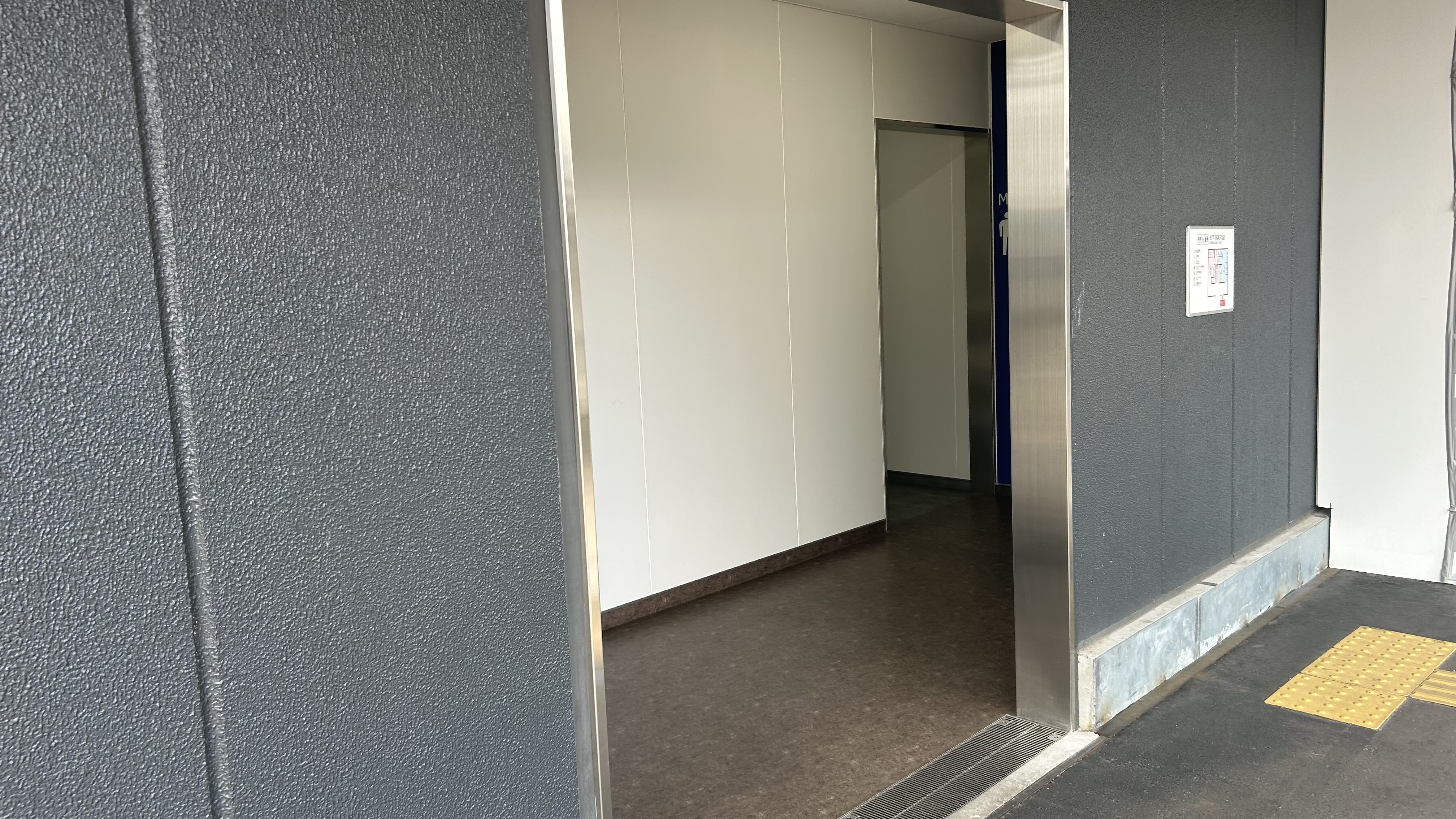
尼崎方面ホームトイレ
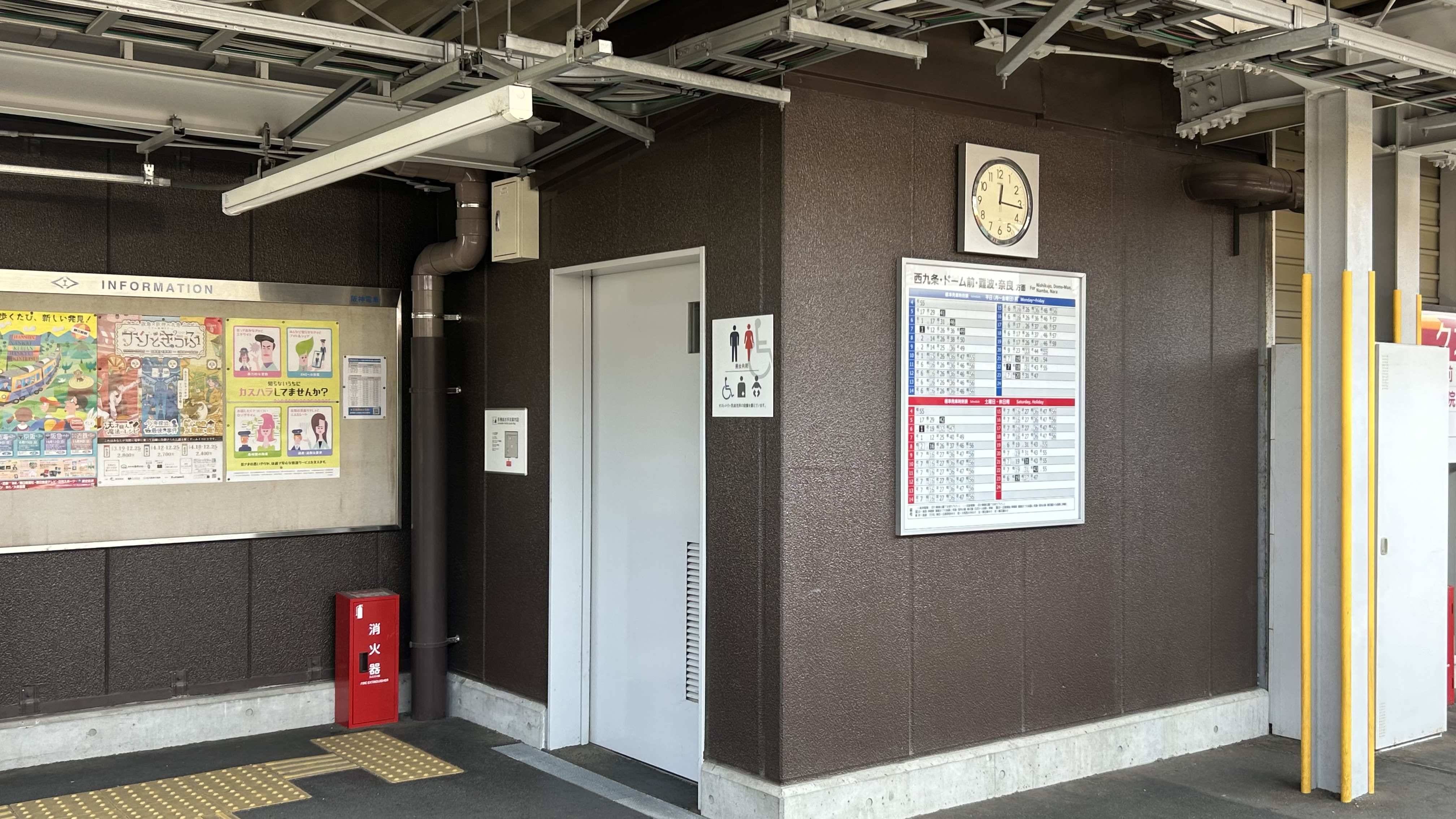
難波方面ホームトイレ
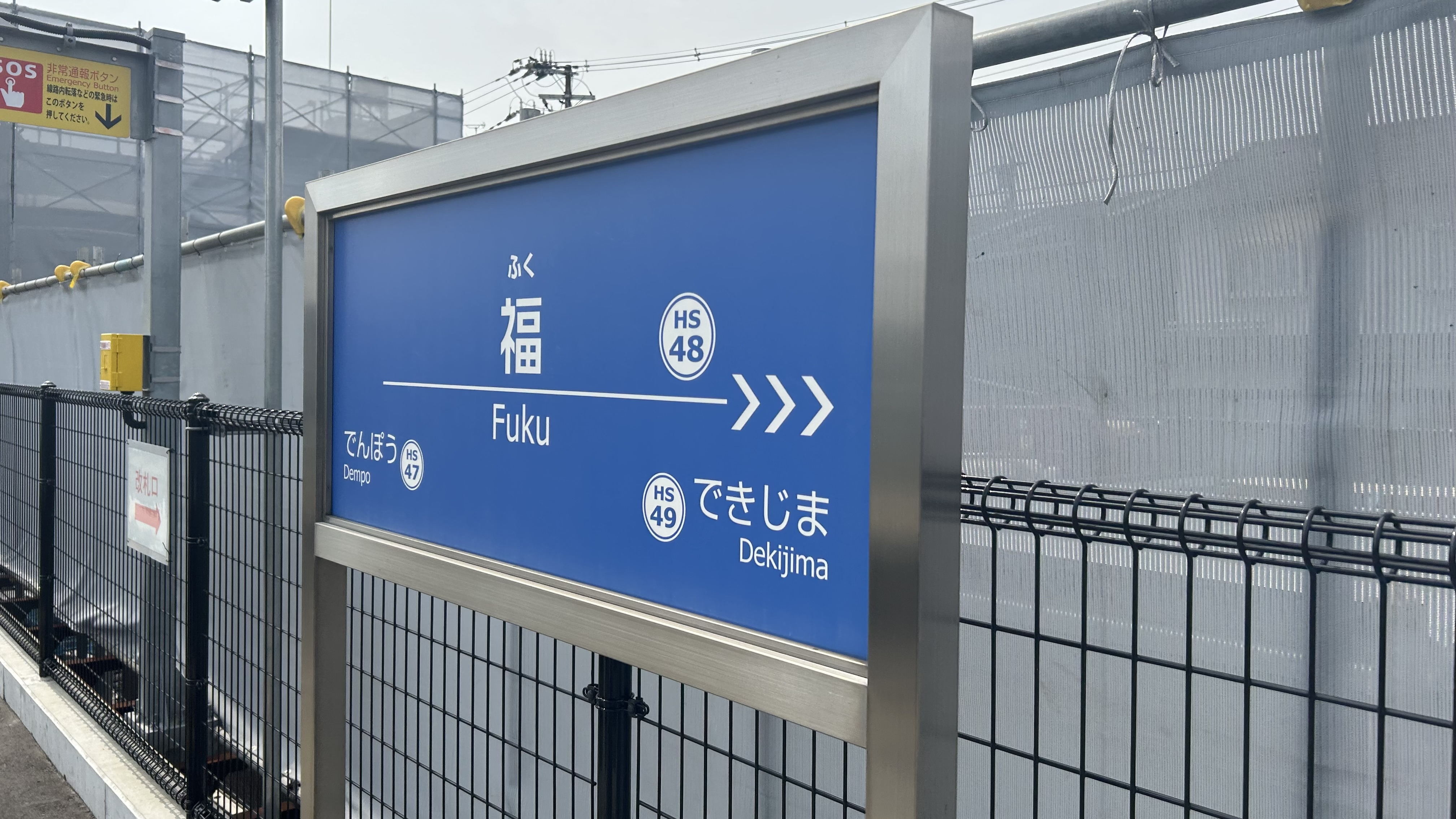
駅名標
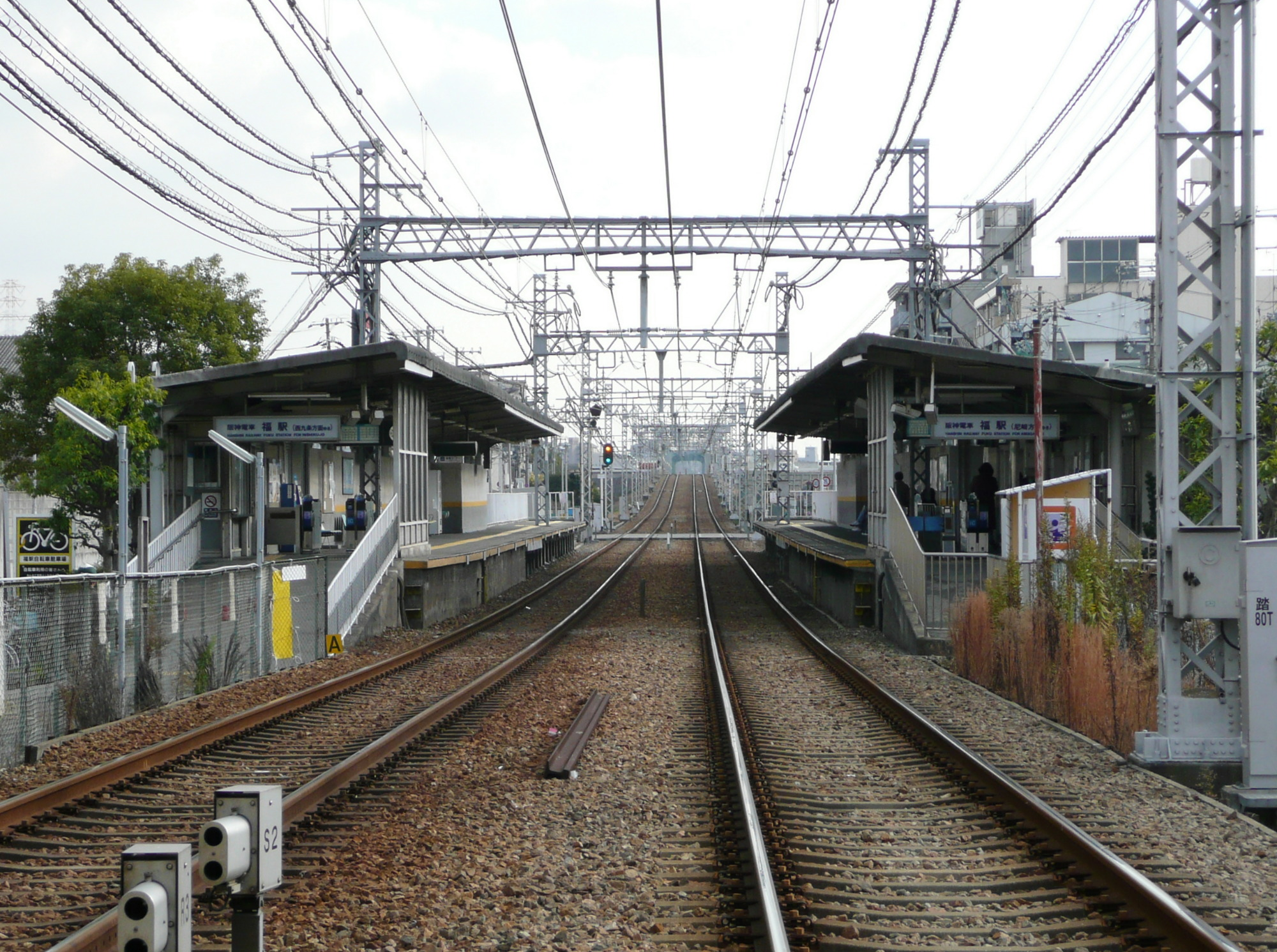
尼崎側踏切より臨む駅構内（駅舎改築前）
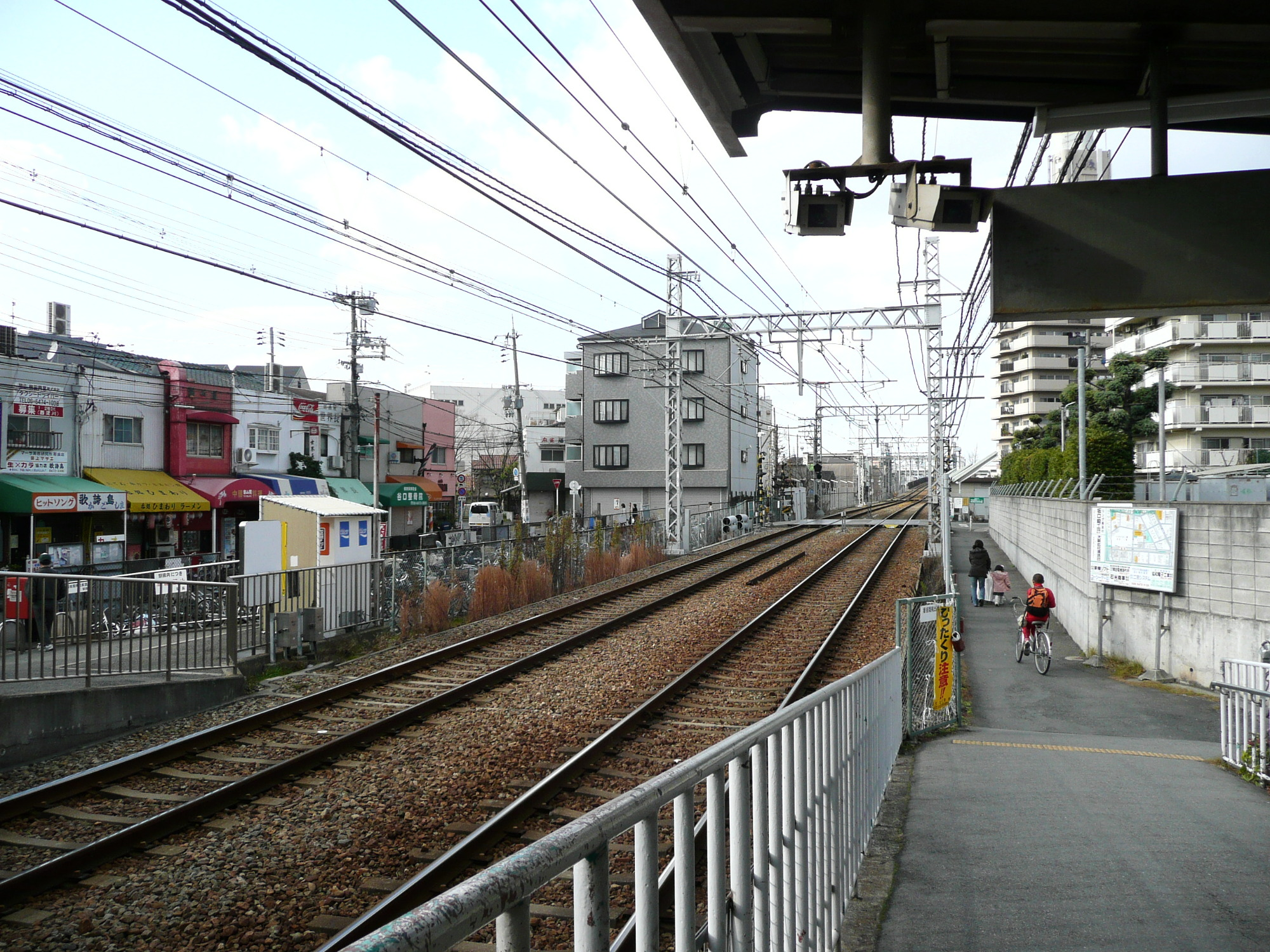
駅北側風景（駅舎改築前）
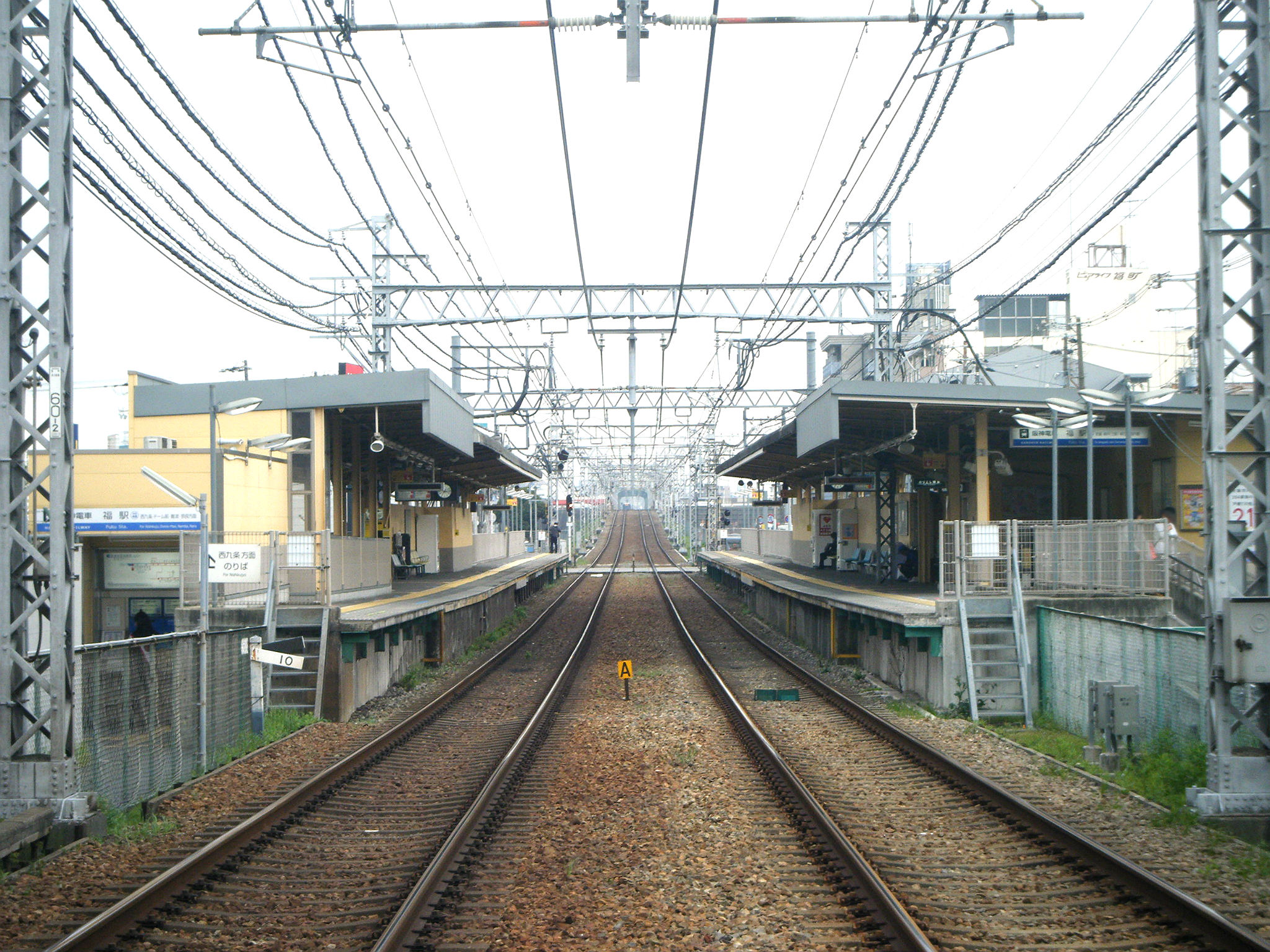
仮ホーム移行前の駅構内（尼崎側の踏切より臨む）

## 利用状況
2022年（令和4年）次の1日平均乗降人員は12,592人である。また、2023年（令和5年）11月の1日平均乗降人員は12,793人で、阪神電気鉄道の駅では姫島駅に次いで第23位。
近年の1日平均乗降・乗車人員数は下表の通り。
| 年次   | 1日平均 乗降人員 | 1日平均 乗車人員 | 出典   |
| ------ | ---------------- | ---------------- | ------ |
| 1995年 | 9,411            | 4,633            | [ 5 ]  |
| 1996年 | 8,987            | 4,359            | [ 6 ]  |
| 1997年 | 8,418            | 4,084            | [ 7 ]  |
| 1998年 | 8,184            | 3,970            | [ 8 ]  |
| 1999年 | 7,884            | 3,826            | [ 9 ]  |
| 2000年 | 7,249            | 3,782            | [ 10 ] |
| 2001年 | 7,959            | 3,932            | [ 11 ] |
| 2002年 | 7,819            | 3,901            | [ 12 ] |
| 2003年 | 7,328            | 3,674            | [ 13 ] |
| 2004年 | 7,664            | 3,844            | [ 14 ] |
| 2005年 | 7,728            | 3,847            | [ 15 ] |
| 2006年 | 8,106            | 4,036            | [ 16 ] |
| 2007年 | 8,002            | 4,019            | [ 17 ] |
| 2008年 | 8,034            | 4,036            | [ 18 ] |
| 2009年 | 8,334            | 4,209            | [ 19 ] |
| 2010年 | 8,670            | 4,316            | [ 20 ] |
| 2011年 | 8,735            | 4,349            | [ 21 ] |
| 2012年 | 8,711            | 4,364            | [ 22 ] |
| 2013年 | 9,072            | 4,553            | [ 23 ] |
| 2014年 | 9,105            | 4,541            | [ 24 ] |
| 2015年 | 9,358            | 4,675            | [ 25 ] |
| 2016年 | 9,704            | 4,866            | [ 26 ] |
| 2017年 | 10,578           | 5,284            | [ 27 ] |
| 2018年 | 12,663           | 6,355            | [ 28 ] |
| 2019年 | 13,165           | 6,581            | [ 29 ] |
| 2020年 | 10,903           | 5,442            | [ 30 ] |
| 2021年 | 11,965           | 5,975            | [ 31 ] |
| 2022年 | 12,592           | 6,320            | [ 32 ] |
| 2023年 | 12,793           | 6,336            | [ 4 ]  |

## 駅周辺
周辺には工場が多く立地する。
- 日本化学工業西淀川工場（2011年閉鎖）

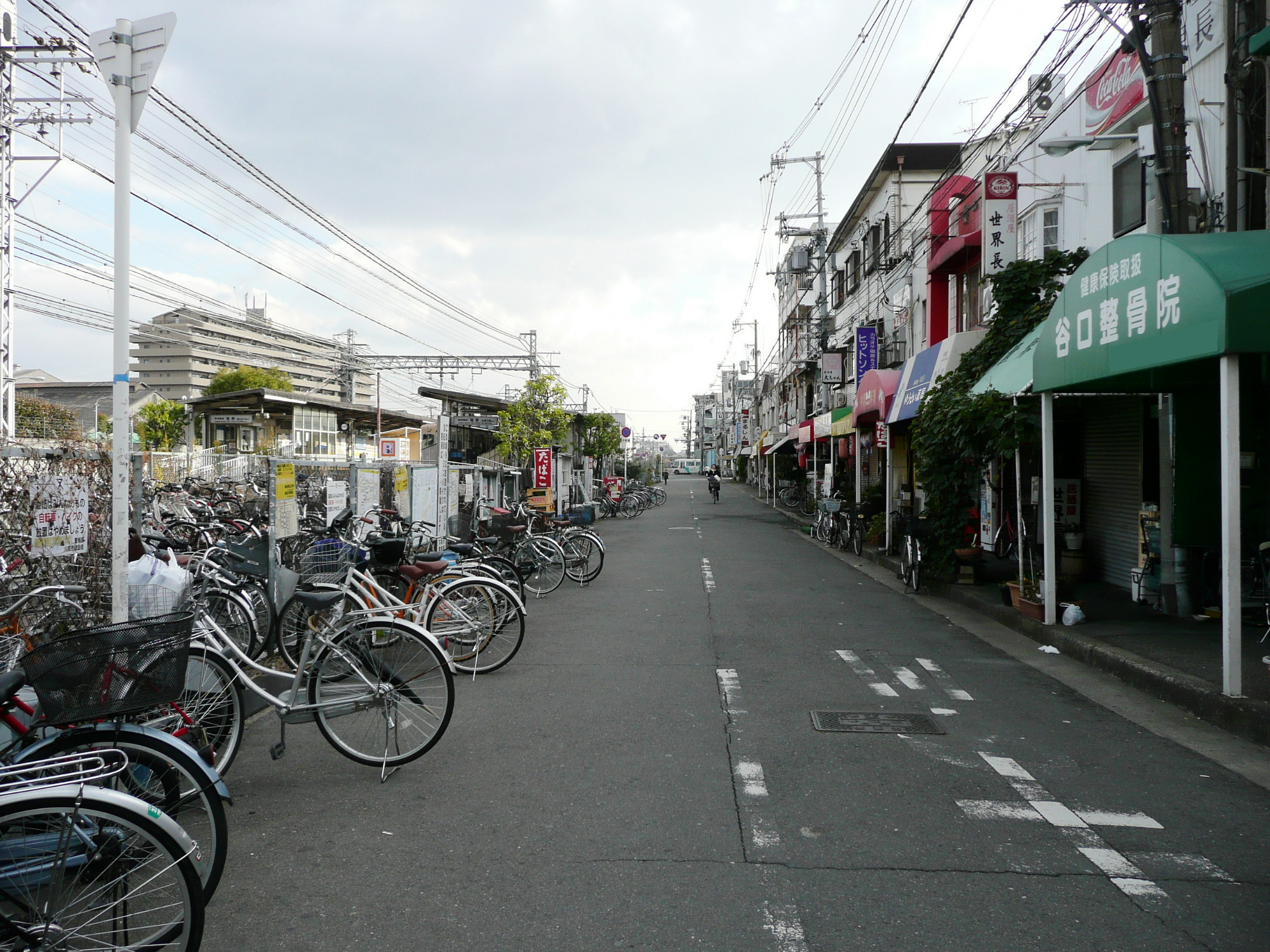
駅西側の商店街

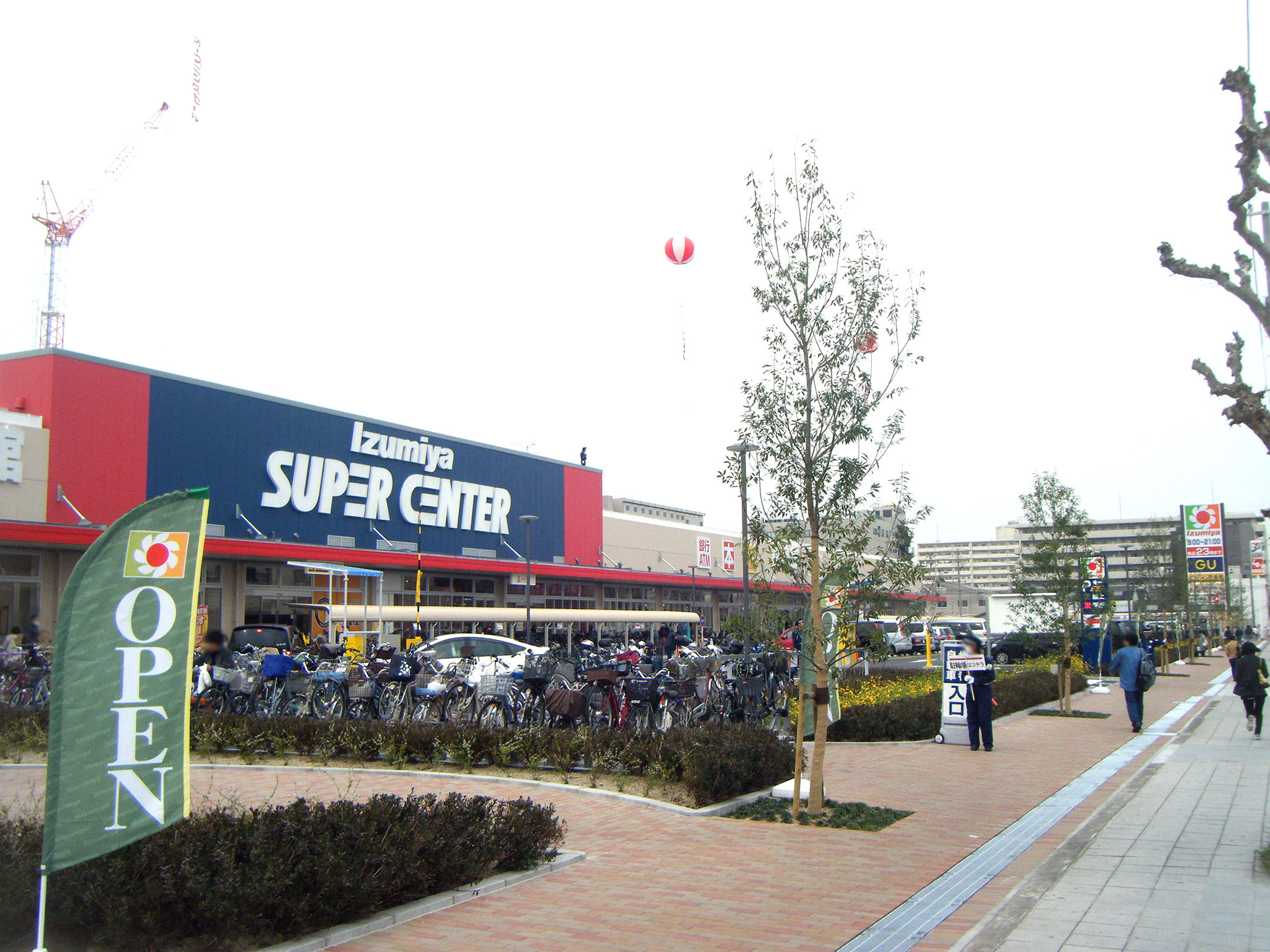
イズミヤスーパーセンター福町店

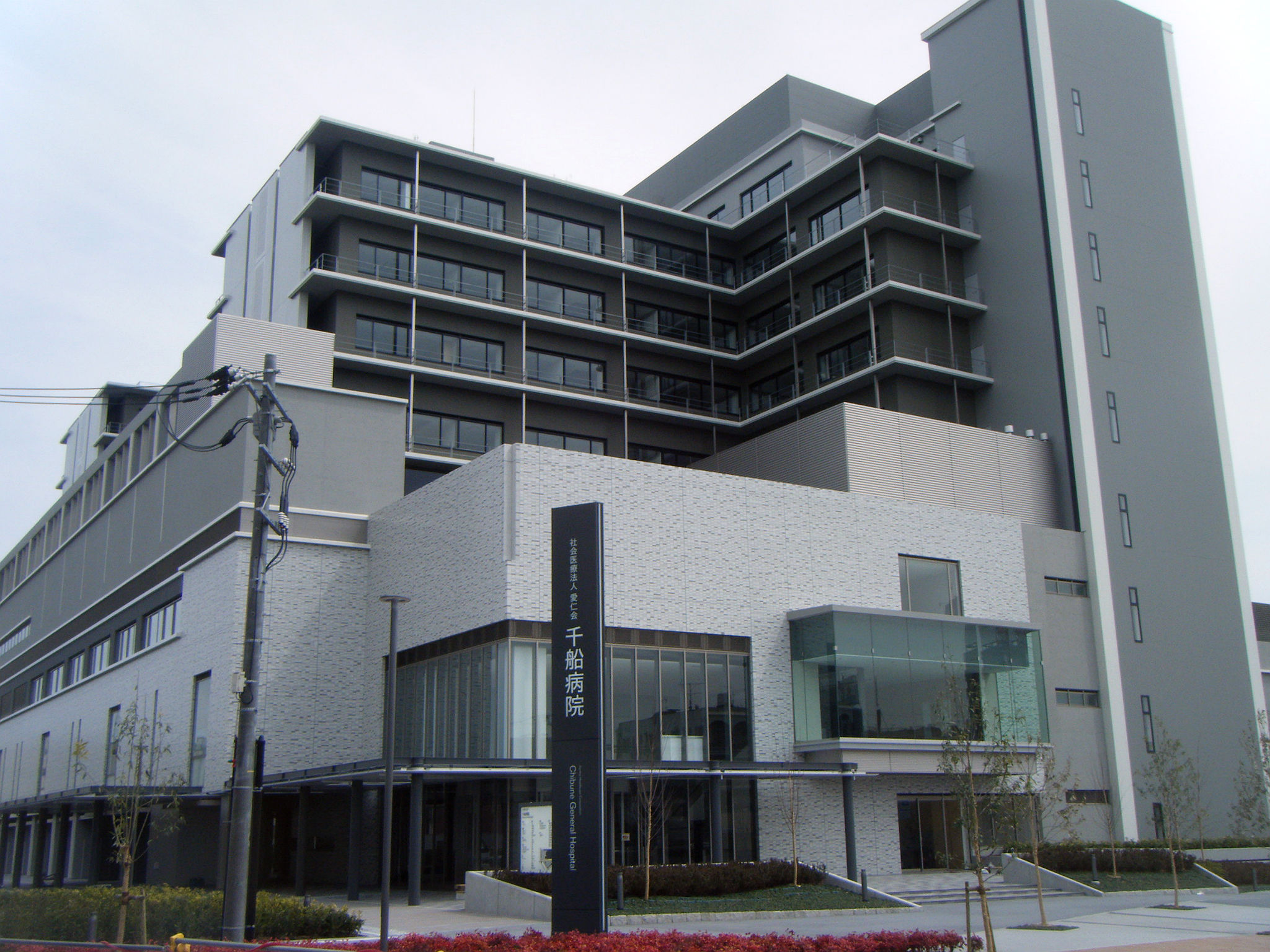
千船病院

- イズミヤスーパーセンター福町店 - 日本化学工業跡地に開店した商業施設[33]。
- 千船病院 - 阪神千船駅前より日本化学工業跡地に移転
- 西淀川福郵便局
- 大阪市立福小学校
- 大阪府立西淀川支援学校
- 大阪市環境局西北環境事業センター
- 西淀川区民会館
- 大野川緑陰道路
- ユニクロ西淀川店
- 矢倉海岸
- 矢倉緑地公園

### バス路線
最寄停留所は国道43号にある福町、姫島通にある福町三丁目となる。以下の路線が乗り入れ、大阪シティバスにより運行されている。
福町
- 43号系統：大阪駅前行 / 酉島車庫前行
- 92号系統：大阪駅前行

福町三丁目
- 43号系統：大阪駅前行 / 酉島車庫前行

## 隣の駅
阪神電気鉄道
阪神なんば線
■快速急行
通過
■準急・■区間準急・■普通
伝法駅 (HS 47) - 福駅 (HS 48) - 出来島駅 (HS 49)
※伝法駅までは駅間キロが1.5キロメートル離れている。これは主に駅間が短い阪神全線の中で最も駅間距離が長い。同じ阪神では阪神本線の姫島 - 千船間と同距離である。